# Don Harrington Discovery Center

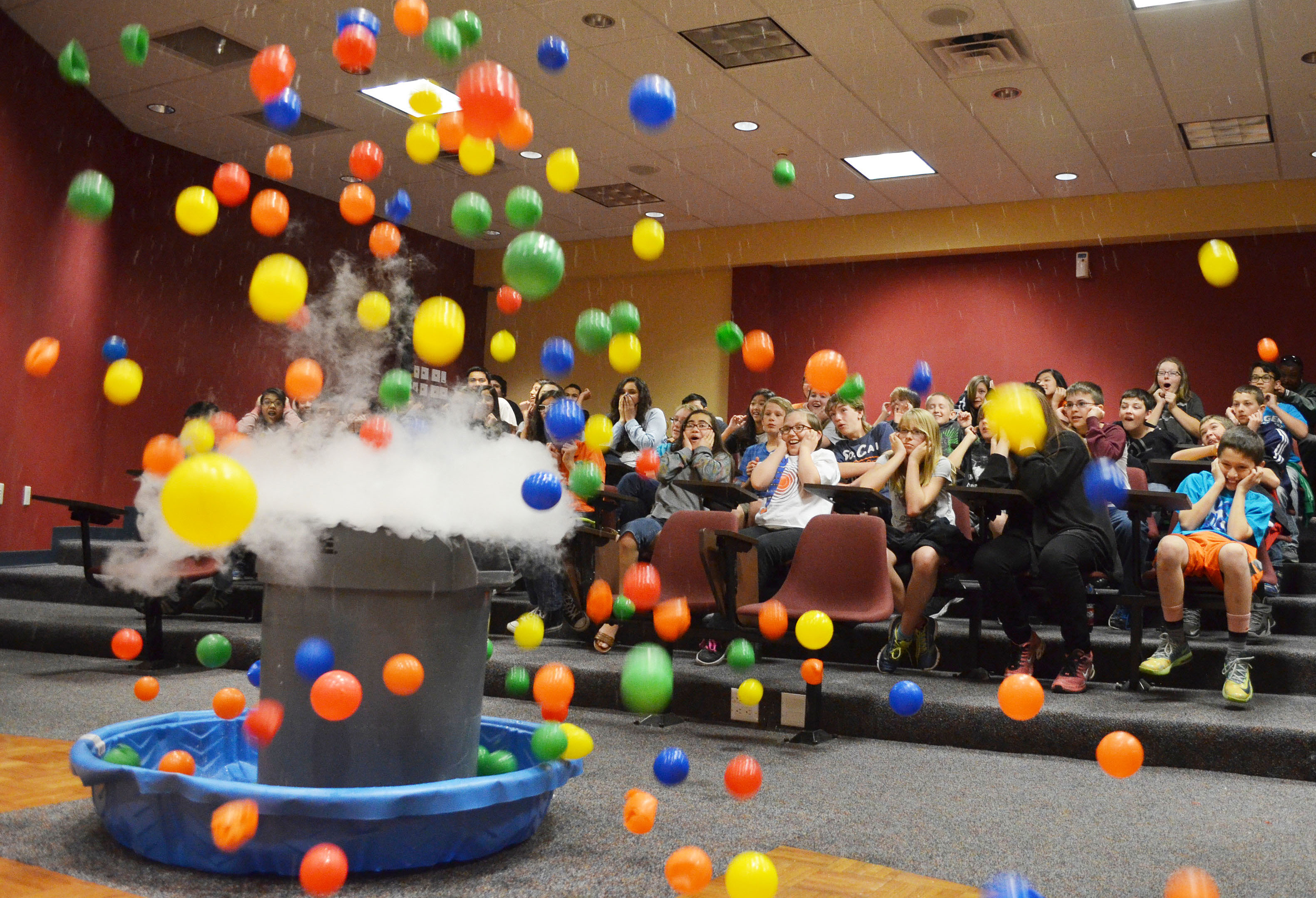
Élő tudományos bemutató a központban

A Don Harrington Discovery Center egy nonprofit interaktív tudományos központ és planetárium Amarillóban, Texasban, Amerikai Egyesült Államokban. A Discovery Center a város kórházkerületében található, és Don Harrington emberbarátról kapta a nevét.
A Discovery Center előtt található a Hélium Centennial Time Columns Monument Helium Monument időkapszulák emlékmű. A planetáriumot 2003-ban felújították, és a Digistar 3 fulldome videó vetítési technológiával egészítették ki.
A Discovery Center bevételének nagy része a beléptidíjakból, tagdíjakból, különleges események és programok bevételeiből, a többi pedig rendezvények és kiállítások szponzorációiból, valamint jótékonysági szervezetek támogatásából származik, mint például az Amarillo Area Foundation és a Harrington Foundation. A Don Harrington Discovery Center egy nonprofit 501 (c) (3) szervezet, amely nagyrészt közössége támogatására támaszkodik.
A Discovery Center tagja a Gyermekmúzeumok Szövetsége kölcsönös programjának és a Tudományos-Technológiai Központok Szövetsége útlevélprogramjának, ami által a tagok ingyenes vagy csökkentett belépőt kapnak Amerika különböző múzeumaiba.

## A Helium Monument időkapszulák

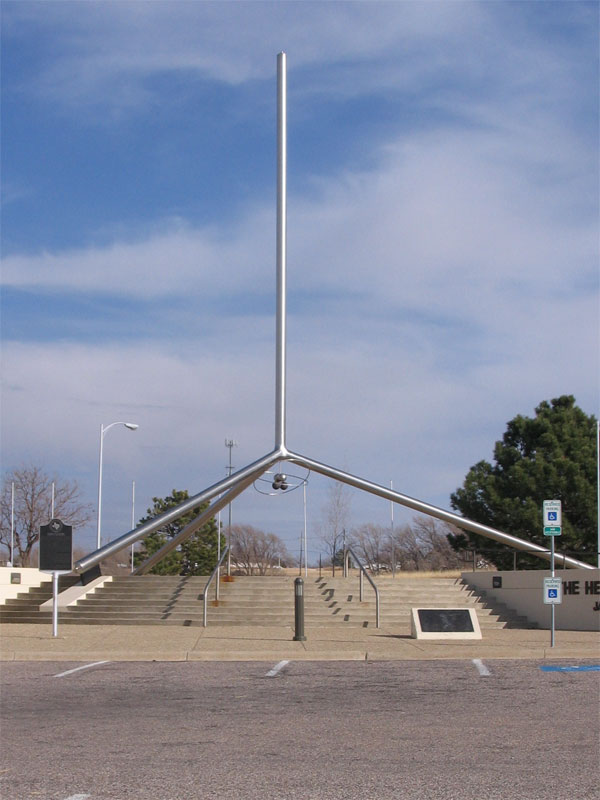
A Helium Centennial Time Columns Monument

A Helium Centennial Time Columns Monumentet 1967-ben a Peter Muller Munk Associates tervezte (Pittsburgh-ben, Pennsylvania államban), és 1968-ban építették meg a U.S. Steel közreműködésével a hélium felfedezésének 100. évfordulója emlékére. Az emlékmű egy hat emelet magas rozsdamentes acél szerkezet, amely négy időkapszulát tartalmaz, közülük három az emlékmű lábaiban, egy pedig egyenesen áll. A kapszulákat az 1968-as felállítástól számított 25, 50, 100 és 1000 év múlva tervezték felnyitni. 1982-ben a Hélium-emlékművet helikopterrel szállították az I-40-ből Nelsonból a jelenlegi helyére, a Don Harrington Discovery Centerbe.
1993-ban, az emlékmű 25. születésnapja alkalmából rendezett kétnapos ünnepségen, az ütemezésnek megfelelően nyitották ki az első időkapszulát. Tartalma a Discovery Center gyűjteményébe került, és általában nem látható a nyilvánosság számára.
2018. szeptember 29-én a második időkapszulát is kinyitották az Amarillo Helium Plant és a hélium felfedezésének százötvenéves évfordulóját ünneplő különleges eseményen. A kapszulában őrzött tárgyakat, úgymint postabélyegeket, dokumentumokat, játékautókat és egyéb tárgyakat hivatalosan kiállították a Discovery Centerben. Ezen az eseményen a Discovery Center bejelentette, hogy elfogadja a javaslatokat új tárgyak elhelyezésére a jelenleg üres kapszulába, amelyet 75 év múlva, 2093-ban még egyszer kinyitnak. A Discovery Centernek adományozott több mint háromszáz tárgyat ezt követően 2018 novemberében lezárták. A 100 és 1000 éves kapszulákat a tervek szerint még 2068-ban, illetve 2968-ban nyitják ki.
Az emlékműben tárolt tárgyak között található az 1000 éves időkapszulában őrzött, az 1968-ban bankszámlára befizetett 10 dolláros letét bizonylata.
Az emlékmű egyben naptárcsaként is szolgál, rovásai a Nap felé fordulva jelzik az időt.

## Fordítás
- Ez a szócikk részben vagy egészben  a   Don Harrington Discovery Center című angol Wikipédia-szócikk ezen változatának fordításán alapul.  Az eredeti cikk szerkesztőit annak laptörténete sorolja fel. Ez a jelzés csupán a megfogalmazás eredetét és a szerzői jogokat jelzi, nem szolgál a cikkben szereplő információk forrásmegjelöléseként.